# Akyuva
Akyuva è un villaggio (in turco köy) della Turchia occidentale. Si trova nel comune di Şuhut, il capoluogo dell'omonimo distretto, facente parte della provincia di Afyonkarahisar. Dista 6,5 km da Şuhut e 35 km da Afyonkarahisar.

## Fonti
(TR) Villaggi del comune di Şuhut, su suhut.bel.tr. URL consultato l'8 aprile 2020 (archiviato dall'url originale il 13 aprile 2020).